# Petroica bivittata
La petroica montañesa (Petroica bivittata) es una especie de ave paseriforme de la familia Petroicidae que habita en los bosques, pastizales y praderas de las montañas de Papúa Nueva Guinea y Nueva Guinea Occidental (Indonesia).
Tiene descritas dos subespecies:
- P. b. bivittata De Vis, 1897 - Altas montañas del sureste de Nueva Guinea.
- P. b. caudata Rand, 1940 - Montañas de Nueva Guinea central.